# حرائق غابات أوروبا والبحر المتوسط 2025
منذ يونيو 2025، تأثرت أجزاء من أوروبا بحرائق الغابات، وكانت دول البحر الأبيض المتوسط الأكثر تضررا. وتفاقمت الحرائق بسبب موجة حر قياسية شهدت درجات حرارة قصوى في جميع أنحاء القارة طوال شهري يونيو ويوليو. قُتل ثلاثة أشخاص على الأقل بسبب الحرائق وتم إجلاء الآلاف.

## حسب البلد

### ألبانيا
في 1 يوليو، اندلع حريق في بلدية فينيك بعد سقوط شجرة صنوبر على خطوط الكهرباء. في 6 يوليو، أرسلت اليونان طائرتين من طراز كنداير سي إل-415 إلى المنطقة للمساعدة في جهود مكافحة الحرائق.

### كرواتيا
في 21 يونيو، ظهر حريق هائل في منطقة بيساك في كرواتيا وانتشر سريعا إلى القرى المجاورة. أحرقت النيران حوالي 290 ها (720 أكر) قبل أن تتم السيطرة عليها في اليوم التالي بواسطة حوالي 200 من رجال الإطفاء. تم إجلاء عدد كبير من المواطنين والسياح وتم إغلاق جزء من الطريق السريع الأدرياتيكي ؛ وأصيب عدد من المواطنين ورجال الإطفاء ودُمرت عدة منازل في ماروشيسي وميميس وبيساك. وفي ماروشيسي، تم تدمير معصرة زيت الزيتون أيضًا، وهي واحدة من أكبر المعاصر في البلاد.

### فرنسا

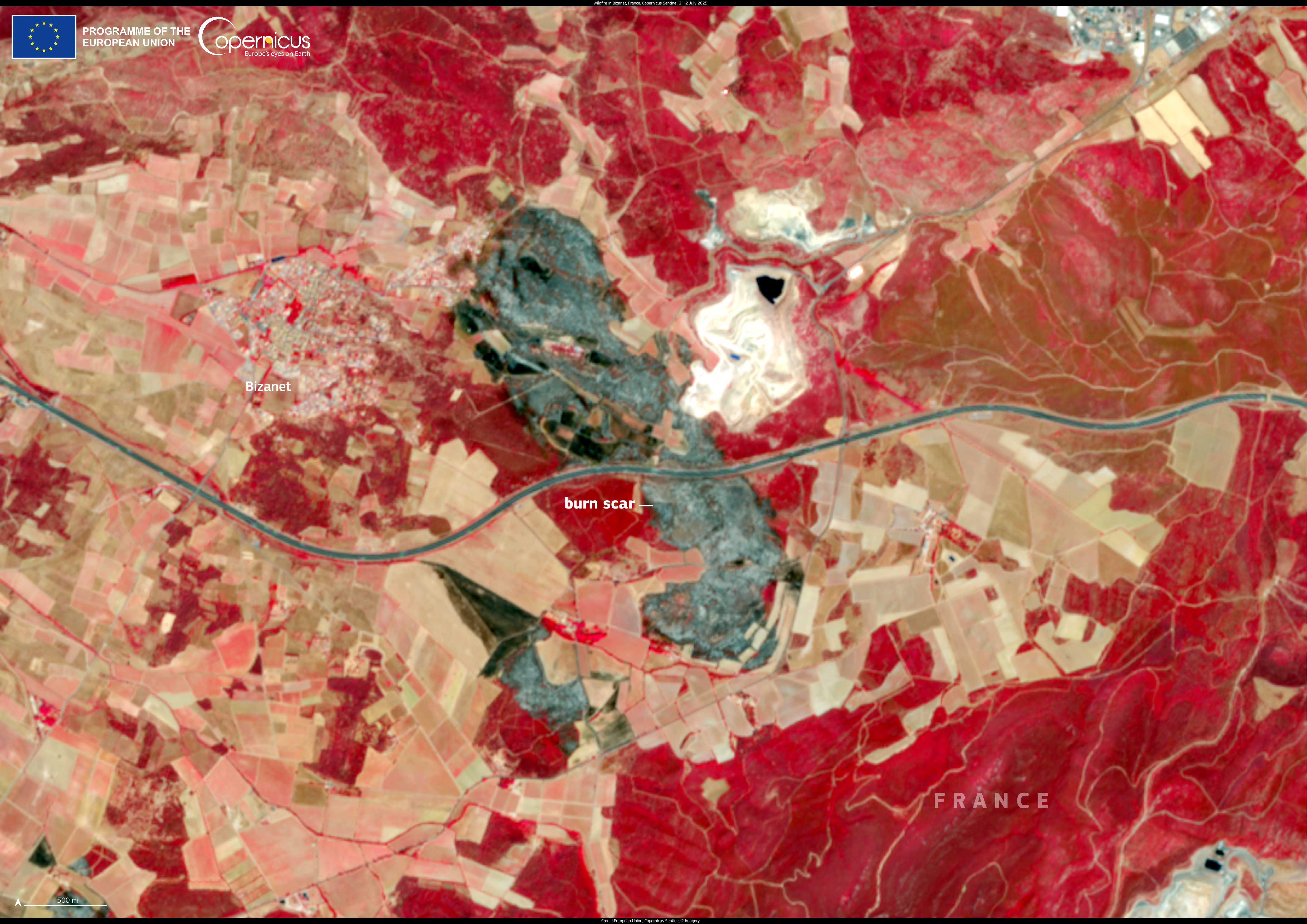
ندبة الحروق الناجمة عن حريق كوربيير

في 7 يوليو، اندلع حريق بالقرب من ناربون وامتد إلى أكثر من 2,000 ها (4,900 أكر)، مما أدى إلى إخلاء قرية صغيرة وإغلاق الطريق السريع A9. في 9 يوليو، تضررت عدة منازل في حين شارك نحو 1070 رجل إطفاء في إخماد النيران، وأصيب خمسة منهم. كما أدى الحريق إلى تدمير الإسطبل، مما أدى إلى مقتل عدد من الخيول.
في 8 يوليو، اندلع حريق هائل في منطقة Les Pennes-Mirabeau في فرنسا وانتشر بسرعة، مما أدى إلى إغلاق الطرق السريعة A50 و A55 ومطار مرسيليا بروفانس، كما تم تعليق خدمات القطارات المتجهة شمال وغرب مرسيليا. تم إخلاء الدائرة الخامسة عشرة في مرسيليا واستؤنفت العمليات في المطار بعد الساعة 9:30 مساءً بعد أن تم إيقاف طائرات كنداير عن العمل طوال الليل. وانقطعت الكهرباء عن نحو 600 شخص بسبب الحريق في الدائرة السادسة عشرة ومنطقة ليه بين-ميرابو، فيما نزح 70 شخصا من دار رعاية في المنطقة الأخيرة. وقال وزير الداخلية برونو ريتيلو إن نحو 110 أشخاص أصيبوا خلال الحريق الذي أثر على 63 منزلا ودمر ما لا يقل عن 10 منازل. وقال إن أكثر من 800 رجل إطفاء كانوا يتعاملون مع الحريق، وقد أصيب تسعة منهم على الأقل.

### ألمانيا

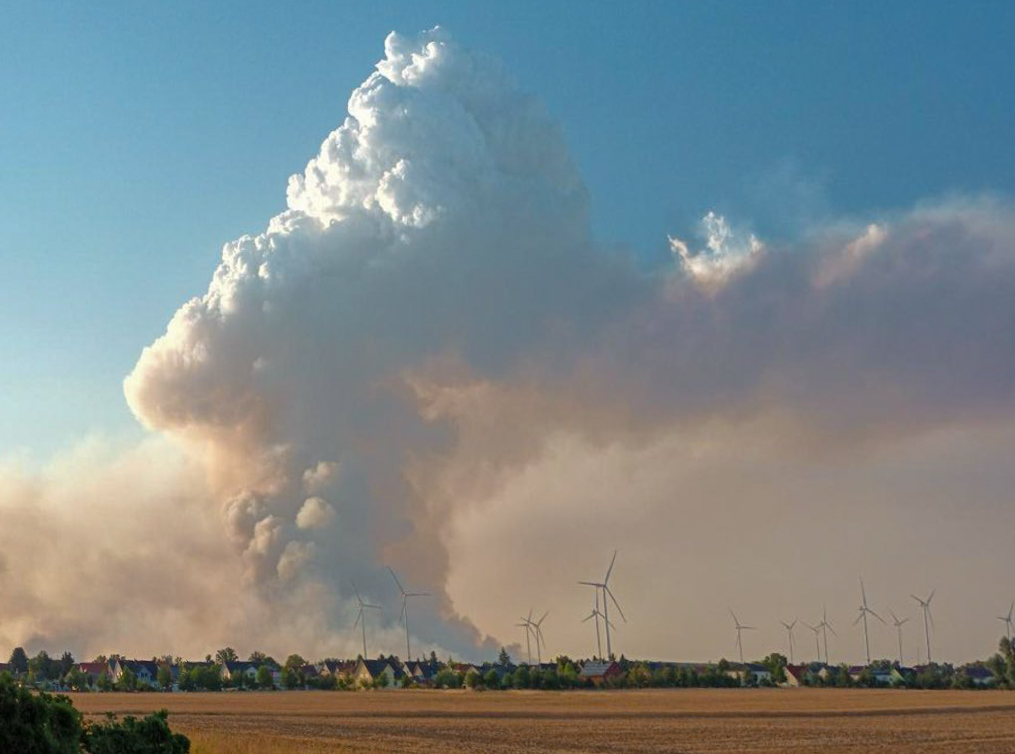
دخان من حريق جوهريشهايدي في 3 يوليو

في 1 يوليو، اندلع حريق هائل في منطقة جوريشهايدي على حدود ساكسونيا وبراندنبورغ، مما أدى إلى إجلاء أكثر من مئة شخص بعد إصابة اثنين من رجال الإطفاء. اندلع حريق آخر في تورينجيا في اليوم التالي في سالفيلدر ههي وازداد حجمه ليصبح الأكبر في الولاية منذ عام 1993. في 4 يوليو تم نشر ما مجموعه 1000 رجل إطفاء بين الموقعين وكانت العديد من المجتمعات بما في ذلك جروديتز تحت حالة تأهب للكوارث.

### اليونان
في 22 يونيو، اندلعت خمسة حرائق في جزيرة خيوس، مما أدى إلى إخلاء 17 مجتمعًا مع إعلان حالة الطوارئ؛ وتم التعامل مع الحريق بواسطة 444 رجل إطفاء وعدة طائرات حيث أحرق أكثر من 10,000 أكر (4,000 ها)، مع اعتقال امرأة بتهمة الحرق العمد. دمر حريق كبير آخر ما لا يقل عن 20 منزل وسط رياح عاتية ودرجات حرارة تصل إلى 40 °م (104 °ف) في بلدتي بالايا فوكايا وثيماري، حيث تم إجلاء أكثر من 1000 شخص وإنقاذ ما لا يقل عن 40 شخص من قبل الشرطة.

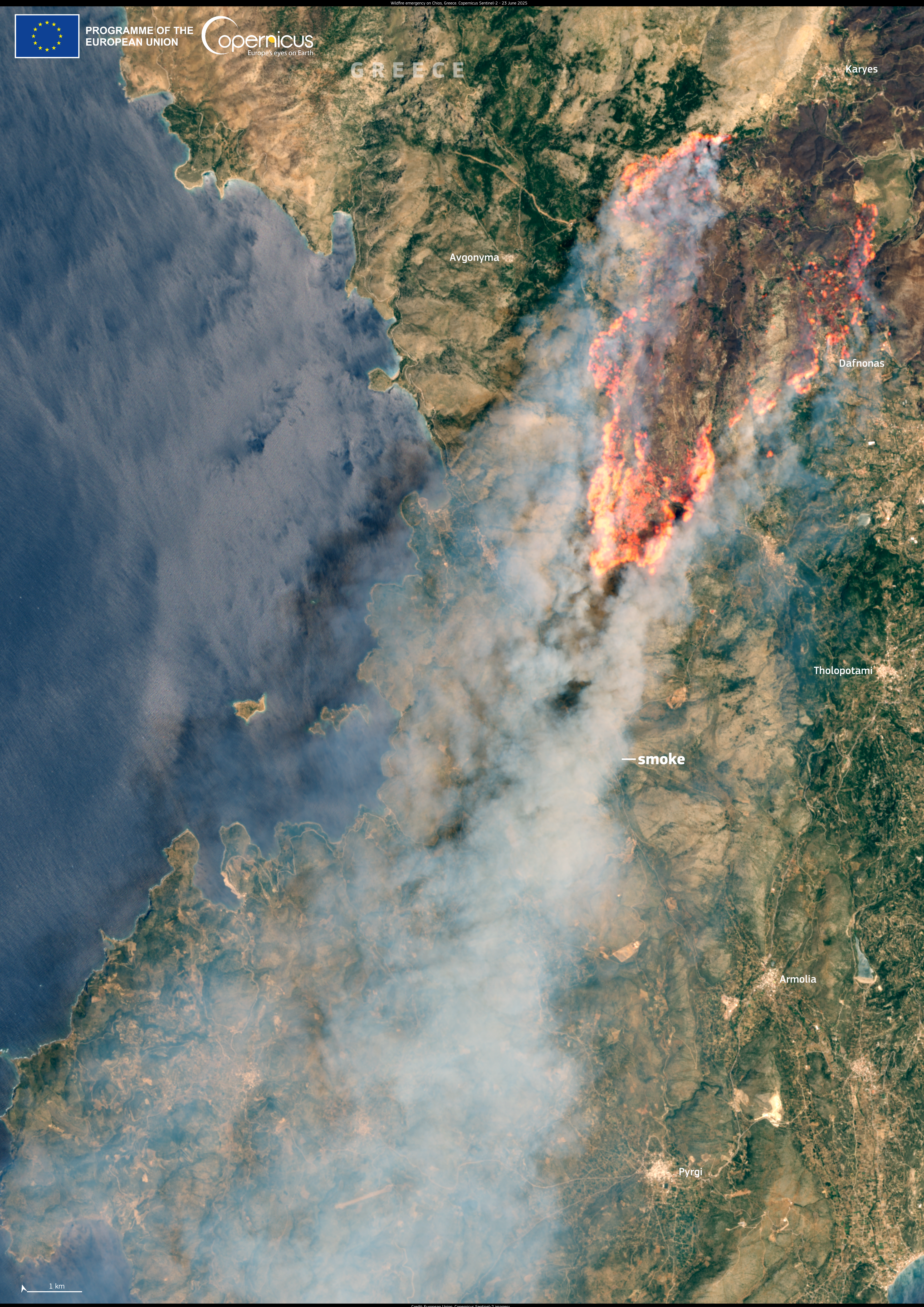
حريق غابات كبير في جزيرة خيوس اليونانية، تم التقاطه بواسطة القمر الصناعي سنتينل-2 في 23 يونيو

في 3 يوليو أجبر حريق غابات اندلع في اليوم السابق قرب إيرابترا في جزيرة كريت على إخلاء أكثر من 1500 شخص، حيث شارك في إخماده حوالي 230 رجل إطفاء و46 مركبة؛ ويُعتقد أن حوالي 5000 سائح قد أُخليوا بشكل مستقل. كما شارك في إخماد حريق آخر في منطقة خالكيذيكي 160 رجل إطفاء و49 مركبة. وأجبر حريق في رافينا سكان أربع مستوطنات على إخلاء منازلهم، وألحق أضرار بستة منازل على الأقل، وامتد إلى بيكيرمي وسباتا.
في 4 يوليو، اندلع حريق هائل بالقرب من كوروبي وألحق أضرارًا ببعض المنازل، مما أدى إلى إخلاء أجيوس ديميتريوس حيث كافح 120 رجل إطفاء الحريق، بدعم من 30 مركبة وثماني طائرات وثماني طائرات هليكوبتر. اندلع حريق كبير في جزيرة وابية وأجبر على إخلاء ليمنيوناس وتساكايوي حيث كافح أكثر من 160 رجل إطفاء الحريق؛ وانتشر إلى 10,000 أكر (4,000 ها) وتم القبض على رجل يبلغ من العمر 52 عام في اليوم التالي.
في 7 يوليو اندلع حريق هائل في كوزاني وانتشر بالقرب من جامعة مقدونيا الغربية، مما أدى إلى إخلائها؛ وشاركت ثلاث طائرات وطائرة هليكوبتر في إخماد الحريق الذي وصل إلى بعض المنازل.

### الجبل الأسود
في 2 يوليو اندلع حريق غابات قرب غورني كركفيتش في بلدية نيكشيتش، القريبة من الحدود مع جمهورية صرب البوسنة، وهدد عددًا من المنازل. وأفادت التقارير أن رجال الإطفاء كانوا لا يزالون يكافحون الحريق حتى 4 يوليو.

### هولندا
في 3 أبريل اندلع حريق غابات هائل في منطقة فيلواه قرب إيده خلال تدريب لوزارة الدفاع باستخدام قنابل الدخان. انتشر الحريق بسرعة بسبب الرياح القوية، مما دفع حوالي 500 رجل إطفاء إلى إخماده، حيث أُغلقت الطرق وأُخلي عدد قليل من المنازل. احترق ما مجموعه 130 ها (320 أكر). في 12 أبريل اندلع حريق غابات في منتزه دي لونس ودرونينسي دوينين الوطني، وأتى على 42 ها (100 أكر) قبل أن يتمكن أكثر من 100 رجل إطفاء من السيطرة عليه.

### البرتغال
في 29 يونيو، اندلع حريق في منطقة غابات في كاستيلو برانكو؛ وبحلول منتصف الليل، كان يتم مكافحة الحريق بواسطة 175 فرد و57 مركبة وسبع طائرات. تم إخماد حريق آخر في منطقة غابات في توريس نوفاس بواسطة 107 من رجال الإطفاء و 32 مركبة.

### إسبانيا
في 1 يوليو، اندلع حريق هائل في بلدية توريفيتا إي فلوريجاكس بمقاطعة ليدا، وامتد ليحرق حوالي 5300 هكتار (13000 فدان). لقي شخصان حتفهما في أوليولا بعد أن علقت سيارتهما أثناء محاولتهما الفرار، وأصيب رجل إطفاء في كوسكو؛ وكان حوالي 20 ألف شخص تحت الحجر الصحي قبل إعلان استقرار الحريق بعد الساعة العاشرة والنصف مساءً بقليل في الثاني من يوليو. في الثاني من يوليو، توفي سياسي محلي أثناء محاولته مساعدة سائق جرار أشعلت سيارته حريقًا صغيرًا في بلدية سان كريستوفو دي سيا.
On 1 July, a large wildfire started in the municipality of Torrefeta i Florejacs in the لاردة (مقاطعة) and spread to burn around 5,300 ها (13,000 أكر). Two people were killed in Oliola after their vehicle got stuck whilst they were trying to escape and a firefighter was injured in Coscó؛ around 20,000 people were under a lockdown before the fire was declared stabilised shortly after 10:30 p.m. on 2 July. On 2 July, a local politician died whilst trying to help a tractor driver whose vehicle had started a small wildfire in the municipality of سان كريستوبال دي ثيا.

On 8 July, a large fire in Baix Ebre spread to over 3,100 ها (7,700 أكر) and lead to the lockdown of over 18,000 people as it spread to the Els Ports Natural Park and left four firefighters injured.

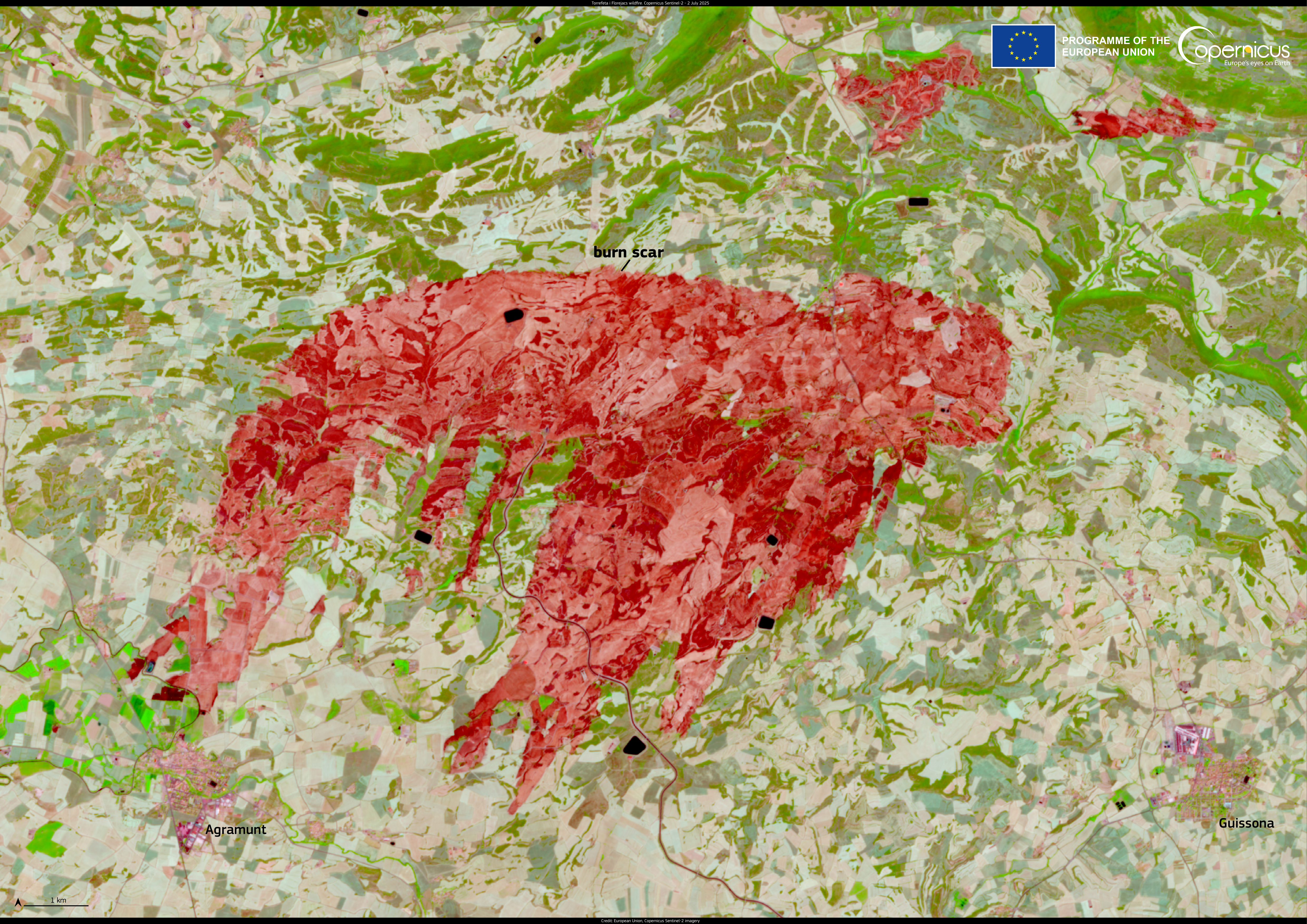
ندبة الحروق الناجمة عن حريق توريفاتا وفلوريخاكس

### سوريا
في 3 يوليو، اندلعت عدد من الحرائق في الغابات بالقرب من الحدود التركية في محافظة اللاذقية. امتدت الحرائق في منطقة قسطل معاف إلى القرى، مما استدعى إخلاء مناطق متعددة. في 5 يوليو، أرسلت تركيا طائرتين وإحدى عشرة مركبة إلى سوريا لمساعدتها في مكافحة الحرائق.
انضمت فرق الإطفاء من سوريا ولبنان والأردن إلى الجهود المبذولة، في حين ناشدت الحكومة السورية الاتحاد الأوروبي للحصول على الدعم. في 10 يوليو، خصصت الأمم المتحدة 625 ألف دولار كمساعدات طارئة لمساعدة المجتمعات المتضررة، مع تنسيق الهلال الأحمر العربي السوري لجهود الإغاثة.

### تركيا
في يوم 29 يونيو، بسبب درجات حرارة مرتفعة ورياح قوية (تصل سرعتها إلى 117 كم/س (73 ميل/س))، اندلعت سلسلة من حرائق الغابات في جميع أنحاء البلاد، معظمها في إزمير. وأجبروا على إخلاء أكثر من 50 ألف شخص من 41 منطقة حول المقاطعة، وتم تعليق العمليات في مطار إزمير عدنان مندريس بشكل مؤقت.  قُتل ثلاثة أشخاص بسبب حرائق الغابات بالقرب من أوديمييش: رجل يبلغ من العمر 81 عام وشخصان كانا يعملان مع رجال الإطفاء للسيطرة على الحريق. تمت السيطرة على الحرائق في إزمير في 4 يوليو، بعد أن دمرت حوالي 5,000 ها (12,000 أكر) وحوالي 200 منزل. 
في4 يوليو اندلع حريق في غابة في مدينة دورتيول وانتشر بسرعة بسبب الرياح القوية. بحلول اليوم التالي، تم إجلاء ما يقرب من 2000 شخص في محافظة هاتاي بينما عمل أكثر من 1000 فرد من أفراد الطوارئ على مكافحة الحريق.

### المملكة المتحدة
شهدت المملكة المتحدة أسوأ عام لها على الإطلاق من حيث حرائق الغابات، والتي تفاقمت بسبب نقص غير مسبوق في هطول الأمطار طوال فصل الربيع؛ وقد تم كسر هذا الرقم القياسي بشكل استثنائي في وقت مبكر من العام بعد أن تجاوز إجمالي المساحة التي أحرقتها حرائق الغابات 29,000 ها (72,000 أكر؛ 110 ميل2؛ 290 كـم2) في أواخر أبريل.  اعتبارًا من 3 يوليو، أكثر من 43,548 ها (107,610 أكر؛ 168.14 ميل2؛ 435.48 كـم2) متجاوزًا الرقم القياسي السنوي السابق المسجل في عام 2019 بأكثر من 14,000 ها (35,000 أكر) ؛ كما شهدت أيضًا أكبر عدد من الحرائق التي يزيد حجمها عن 30 ها (74 أكر) عند 175، بزيادة قدرها 24 عن الرقم القياسي السابق المسجل في عام 2022. 